# Tay Garnett
Tay Garnett (Los Ángeles, California, 13 de junio de 1894-3 de octubre de 1977) fue un director y guionista estadounidense.

## Trayectoria
Nacido en Los Ángeles, estudió en la Politécnica de esa ciudad y luego en el Instituto de Tecnología de Massachusetts. Era aficionado al deporte pero también al vaudeville, y de hecho se inscribió en un grupo de comediantes.
Al entrar los EE. UU. en la Primera Guerra Mundial, el 2 de abril de 1917, Garnett se enrola en la Marina. Va a ser instructor de pilotos en la Naval Air Service de San Diego, entre 1917 y 1922. Pero, herido de gravedad, se dará de baja en el ejército. Decidió montar espectáculos para la tropa; y por sus episodios cómicos atrajeron la atención del productor independiente Alan Holubar (1888-1923). 

### En el cine
En 1922, Garnett entró como guionista en el cine: primero para un western y enseguida para una aventura romántica, Slander the Woman. Después trabajaría a las órdenes de Mack Sennett, Hal Roach, Harold Vonscruttion o Frank Capra. 
A finales de la década de los 20, fichó por la productora Pathé y debuta como director en 1928 con la película Celebrity, film mudo protagonizado por Robert Armstrong y Lina Basquette. Al año siguiente se casará con Patsy Ruth Miller, de la que se divorciará en 1933. 
En la década de los 30, llega una de las épocas más notables del director. Dirige películas como Su hombre (1930); Viaje de ida (1932), con William Powell y Kay Francis; Mares de China (1935), con Clark Gable y Jean Harlow; o Siempre Eva (1937), con Leslie Howard, Joan Blondell y Humphrey Bogart. En 1939, realizó Eternamente tuya, con Loretta Young y David Niven, donde narra la vida de una joven que se enamora de un ilusionista, se deslumbra por él, y lo sigue en sus giras, hasta comprobar que le gusta la vida sencilla; el filme, de tono medio, tuvo cierto eco.
Será la década de los 40 la mejor etapa de Garnett como director. En esa época rodó Con su misma arma (1940); Siete pecadores (1940); Bataan (1943); La señora Parkington (1944); El valle del destino (1945); o Un yanqui en la corte del Rey Arturo (1949), adaptación de la novela homónima de Mark Twain que fue protagonizada por Bing Crosby y Rhonda Fleming. Pero sin duda, su gran obra de esa etapa fue El cartero siempre llama dos veces (1946), una magistral adaptación al cine del relato de James M. Cain, que contó con el protagonismo de John Garfield, Lana Turner y Cecil Kellaway.

### Final
En los años 50, Tay Garnett se fue apartando del cine para introducirse en el mundo de la televisión y dirigir capítulos de Bonanza, Los Intocables o Látigo. A partir de entonces solo regresaría al cine para dirigir películas comoTres soldados (1951)) o Corea, hora cero (1952), título bélico protagonizado por Robert Mitchum o El caballero negro (1954), film de aventuras medievales con Alan Ladd y Patricia Medina.
Se casó en otras dos ocasiones. Primero con la actriz Helga Moray, y su tercera esposa sería Mari Aldon, la protagonista de Tambores lejanos de Raoul Walsh. 
Tay Garnett, que continuaría dirigiendo títulos menores hasta comienzos de los años 70, falleció en 1977, víctima de una leucemia, a la edad de 83 años. Garnett tienen una estrella en el Paseo de la Fama de Hollywood situada en el 6556 de Hollywood Boulevard.

## Filmografía
- Celebrity (1928)
- Su hombre (Her Man) (1930)
- Aristócratas del crimen (Bad Company) (1931)
- Prestigio (Prestige) (1932)
- Viaje de ida (One Way Passage) (1932)
- Mares de China (China Seas) (1935)
- Soldado profesional (Professional Soldier) (1935)
- Siempre Eva (Stand-In) (1937)
- Redención (Slave Ship) (1937)
- Amor y periodismo (Love Is News) (1937)
- El placer de vivir (Joy of Living) (1938)
- La fugitiva de los trópicos (Trade Winds) (1938)
- Eternamente tuya (Eternally Yours) (1939)
- Con su misma arma (Slightly Honorable) (1940)
- Siete pecadores (Seven sinners) (1940)
- Dueña de su destino (Cheers for Miss Bishop) (1941)
- Mi espía favorita (My Favorite Spy) (1942)
- La cruz de Lorena (The Cross of Lorraine) (1943)
- Bataan (1943)
- La señora Parkington (Mrs. Parkington) (1944)
- El valle del destino (The Valley of Decision) (1945)
- El cartero siempre llama dos veces (The Postman Always Rings Twice) (1946)
- Un yanqui en la corte del Rey Arturo (A Connecticut Yankee in King Arthur's Court) (1949)
- Ruedas de fuego/Desafío (The Fireball) (1950)
- Motivo de alarma (Cause for Alarm!, 1951)
- Tres soldados (Soldiers Three) (1951)
- Corea, hora cero (One Minute to Zero) (1952)
- El caballero negro (The Black Knight) (1954)
- Pistolas en la frontera (Cattle King) (1963)